# Alojz Novinc
Alojz Novinc, slovenski ljubiteljski igralec in režiser, * 20. junij 1910, Godešič, † 1984.

## Življenje in delo
Alojz Novinc, čigar oče je doma iz Zgornje Senice, mati pa iz Godešiča, kjer je bil tudi rojen, se je poklicno izučil za čevljarja pri Antonu Sedeju v Kranju in Pavlu Bizovičarju v Škofji Loki. Vojaški rok je služil med 1937 in 1939 v  Bijelini. Poročil se je s Francko Pokorn (Inglčevo) iz Škofje Loke leta 1940 na Brezjah. 
Nekaj časa je delal v čevljarski stroki, kasneje pa se je zaposlil v Litostroju, kjer je dočakal tudi pokoj leta 1966.
Svoj prosti čas je posvečal kulturni dejavnosti na Godešiču in okoliških vaseh. Igrati je začel v Katoliškem prosvetnem društvu v Retečah. Bil je pobudnik ustanovitve dramskega odseka pri gasilski četi na Godešiču. Med 1938 in 1958 je bil gonilna sila kulturnega dogajanja. V tem času je postavil na oder 91 predstav, v njih je obenem igral in jih režiral. Igral je tudi na Loškem odru.
Za svoje dolgoletno gledališko in kulturno delo je prejel občinsko priznanje ob tisočletnici Škofje Loke (1973) in godeško ob tridesetletnici svojega delovanja.

## Izbrane režije
- Matiček se ženi (Linhart), 1939
- Kajn (Bevk), 1939
- Zlatarjevo zlato (Šenoa), 1940
- Rožmarin (Pfeifer), 1941
- Razvalina življenja (Finžgar), 1946
- Revček Andrejček (Golia), 1946
- Veronika Deseniška (Župančič), 1948
- Veleja (Novačan), 1950
- V Ljubljano jo dajmo (Ogrinec), 1951
- Ženin na garah, 1967

## Izbrane vloge
- igral je v večini svojih režiranih del
- gostilničar Kalich (Dobri vojak Švejk)